# Орловка (Чуйская область)
Орло́вка — город в Кеминском районе Чуйской области Кыргызстана.

## История
Основан в 1910 году переселенцами из разных уголков царской России — Курской и Полтавской губерний, с Северного Кавказа. Основателями поселения являлись Василий Яковлевич Дугинов (1878—1977), Максим Алексеевич Глушко (1889—1976) и Савелий Степанович Поляков (1883—1967). В 1913 году состоял из 113 дворов.
В 1930 году образовано 2 колхоза — «Завет Ильича» и «Новая жизнь». Позднее их объединили в 1 — «Завет Ильича». Статус города присвоен посёлку городского типа Орловка 27 сентября 2012 года.

## География
Расположен на северном склоне Киргизского хребта, в 9 км от железнодорожной станции Быстровка (на линии Бишкек — Балыкчи. Самая высокая его точка — 1160 метров над уровнем моря.
Город стоит на конусе выноса речки Талды-Булак. Средняя температура июля — 20-25 градусов, января — 5-9 градусов мороза.

## Население
В 2003 году в Орловке проживало 4800 человек. На 1 марта 2017 года численность населения составляла 6000 жителей.
| Год  | Население |
| ---- | --------- |
| 2021 | 6 167     |
| 2009 | 6 260     |
| 1999 | 9 807     |
| 1989 | 12 080    |
| 1979 | 9 425     |
| 1970 | 8 232     |

## Экономика
- Киргизский горно-обогатительный комбинат МЦМ СССР был акционирован в ОАО «КХМЗ» (Кыргызский химико-металлургический завод),
- ОАО «Алтынкен»,
- Орловское ПО теплоснабжения и водообеспечения,
- 3 кирпичных завода,
- частные магазины и фермы,
- горнолыжная база «Орловка»,
- 2 школы (№ 1 и № 2),
- больница.

## Достопримечательности
В парке «Победы» установлен обелиск «Орловчанам, павшим в боях за Родину».